# Belfays
Belfays é uma comuna francesa na região administrativa de Borgonha-Franco-Condado, no departamento de Doubs. Estende-se por uma área de 3,2 km². Em 2010 a comuna tinha 140 habitantes (densidade: 43,8 hab./km²).